# Petrus Haraseb
Petrus Haraseb (1º giugno 1968) è un ex calciatore namibiano, di ruolo difensore.

## Carriera

### Nazionale
Ha collezionato 11 presenze in Nazionale.